# Okerlicht

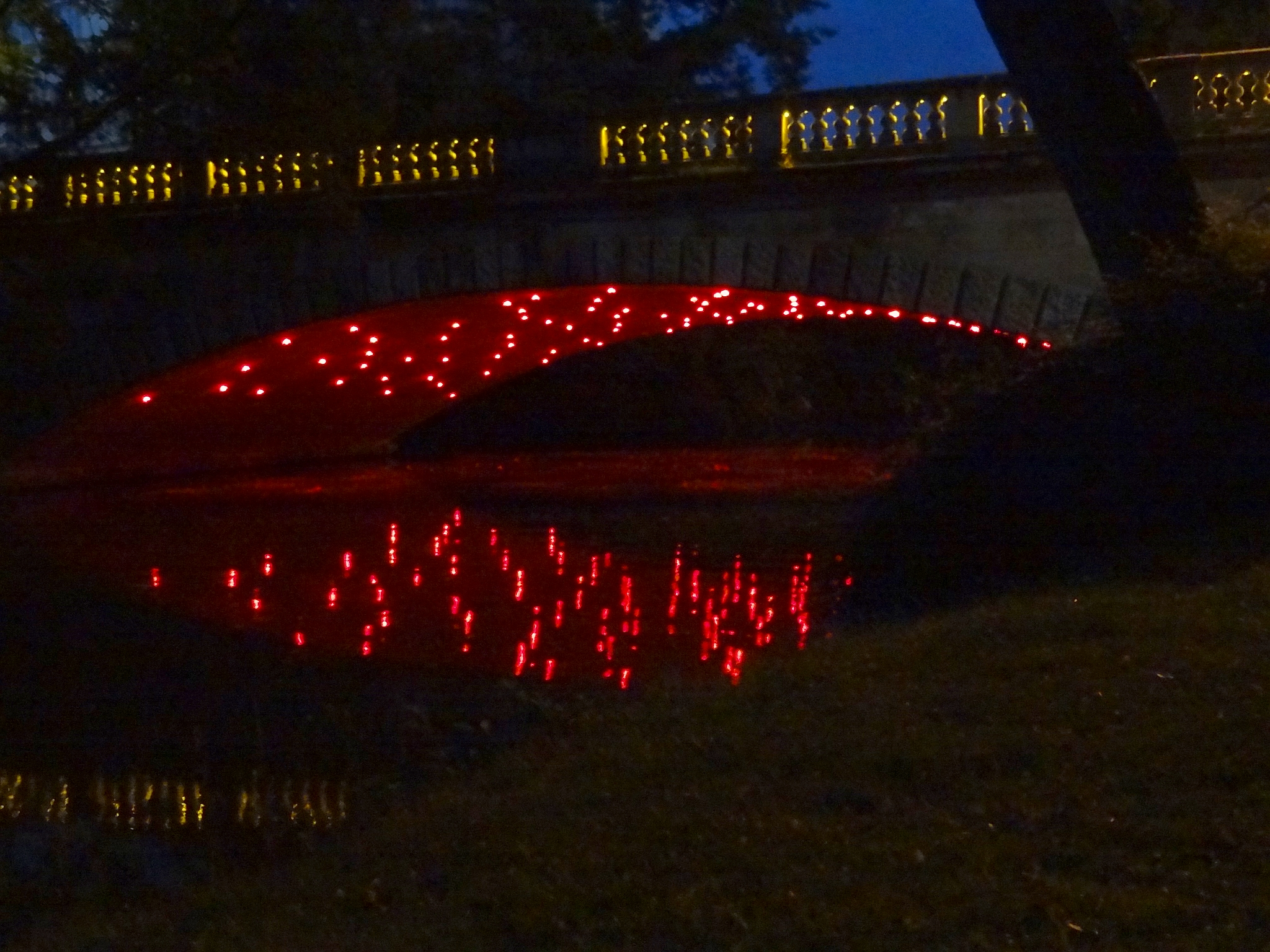
Evokation in Rot unter der Theaterbrücke.

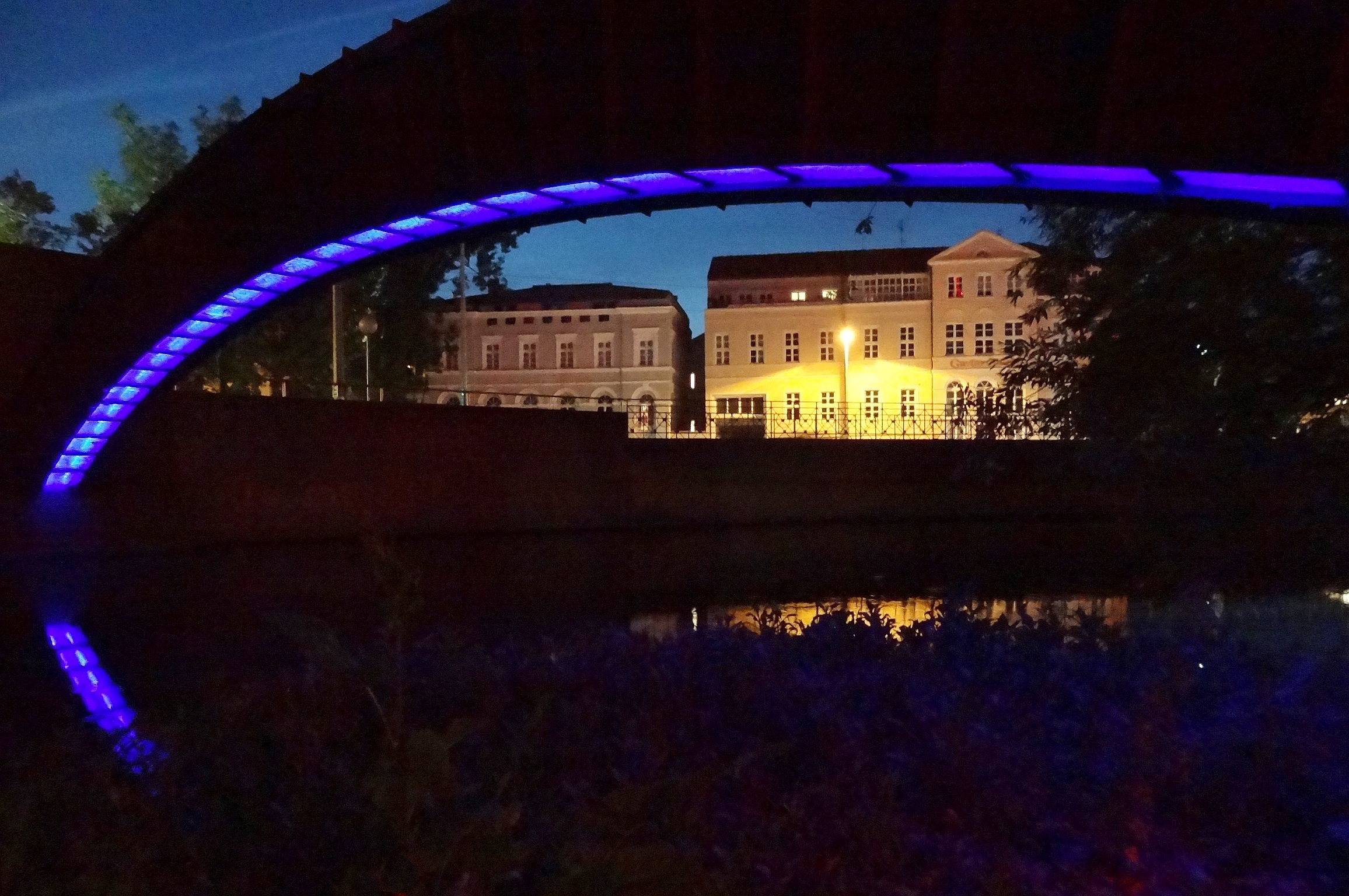
Bogen der Erinnerung

„Okerlicht“ ist ein Projekt zeitgenössischer Kunst an der Oker und den Umflutgräben in Braunschweig. Das Projekt umfasst dauerhafte Installationen im öffentlichen Stadtraum und ging aus dem Braunschweig Parcours hervor, bei dem temporäre Kunstprojekte ausgestellt wurden. Die Kunstobjekte sollen in einem mehrjährigen Prozess verwirklicht werden und sollen überwiegend durch Drittmittel realisiert und betrieben werden.

## Entstehung und Ziel des Projektes
Der Lichtparcours 2000, der erstmals temporäre Lichtkunst mit den Okerbrücken verband und dem eine sehr positive Resonanz aus Medien und Bevölkerung folgte, lieferte der Stadt Braunschweig den Antrieb, ein ähnliches Projekt dauerhaft ins Stadtbild zu integrieren.
Der Okerumflutgraben charakterisiert die Topographie der Stadt Braunschweig und rahmt den Stadtkern. Als historische Entrees weisen die Okerbrücken den Weg ins Zentrum. Von Tausenden Passanten täglich überquert, aber oftmals nicht weiter beachtet, will das Projekt Okerlicht die städtebaulichen Flussübergänge in ein neues „Licht“ stellen und den herkömmlichen Brückenübergang beziehungsweise die Durchfahrt zu Boot in ein sinnliches Erlebnis wandeln.
Die Lichtinstallation „Evokation in Rot“ an der Theaterbrücke eröffnete im April 2008 das Projekt Okerlicht.

## Einzelne Objekte

### Evokation in Rot
„Evokation in Rot“ ist die erste Lichtinstallation des Projekts Okerlicht. Sie wurde am 8. April 2008 in Betrieb genommen. Das Lichtkunstwerk entwarf die hannoveranische Künstlerin Yvonne Goulbier für die mehr als 100 Jahre bestehende Jasperallee-Brücke am Theaterpark. Die Illumination befindet sich auf der Unterseite des Brückenbogens. Dort sind 150 in Blütenform gestaltete, rot-leuchtende LED-Lampen und circa 250 gelbe angebracht, deren Leuchtkraft vom Flusswasser aufgefangen und widergespiegelt wird. Die Brückenbalustrade ist von einem zart-gelben Lichtschleier umhüllt und verbindet sich so mit der Straßenbeleuchtung auf der Brücke. Das Staatstheater wird durch einen hin und her wandernden Lichtpunkt auf seiner Rückwand mit in die Installation einbezogen. Metaphorisch stehen die Bewegungen des ruhelosen Punktes für den Verkehr auf der Brücke. Die Illumination ist in jeder Nacht bis 1 Uhr eingeschaltet und ist auch in den Lichtparcours 2010 eingebunden.

### Bogen der Erinnerung
Der „Bogen der Erinnerung“, auch „Plessi-Bogen“ genannt, des Künstlers Fabrizio Plessi ist das älteste Objekt und war Teil der temporären Ausstellung „Lichtparcours 2000“, ein Projekt in Braunschweig zur EXPO 2000. Umgesetzt wurde der Bogen durch Gerhard Auer, er befindet sich am Europaplatz. Die unbegehbare Brücke soll die Erinnerungen an die Brücke zum Braunschweiger Bahnhof wecken, die hier einst stand. Unter ihr befanden sich 17 TV-Monitore, welche nur von der Oker aus zu sehen waren.
Im Dezember 2008 wurden die seit längerem nicht mehr betriebenen Monitore durch blaue LED-Leuchten ersetzt und der Plessi-Bogen als zweites Objekt des Projekts Okerlicht wieder reaktiviert.